# 彭文宝
彭文宝（1951年12月1日—），马来西亚政治人物，行动党籍，曾经于1990年至1995年担任槟城州立法议会峇眼惹玛议员，2004年至2023年担任双溪浮油议员，以及2008年至2023年担任槟城州行政议员。

## 个人荣誉
- 檳城：
  -  槟城护国辉煌勋章（DGPN）—拿督斯里（2023年）[3]